# 米尔贝勒 (上马恩省)
米尔贝勒（法語：Mirbel，法語發音：[miʁbɛl]）是法国上马恩省的一个市镇，属于肖蒙区。

## 地理
米尔贝勒（48°17'22"N, 5°2'37"E）面积6.08 平方千米，位于法国大東部大區上马恩省，该省份为法国东北部内陆省份，北起马恩省和默兹省，西接奥布省，西南接科多尔省，东南接上索恩省，东临孚日省。
与米尔贝勒接壤的市镇（或旧市镇、城区）包括：昂邦维尔、瑟里西耶尔、拉热讷夫鲁瓦、马尔贝维尔、维尼奥里。

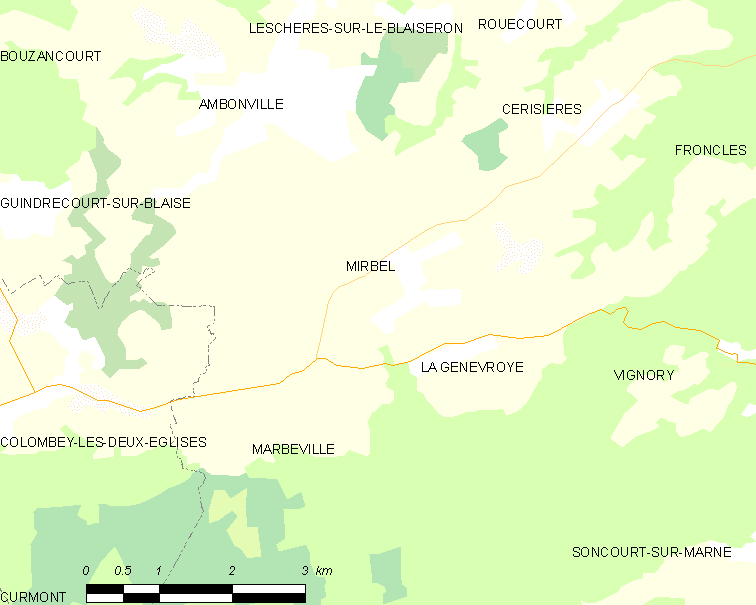
的OSM定位图

米尔贝勒的时区为UTC+01:00、UTC+02:00（夏令时）。

## 行政
米尔贝勒的邮政编码为52320，INSEE市镇编码为52326。

## 政治
米尔贝勒所属的省级选区为博洛涅县。

## 人口

1962-2008年间人口变化图示

米尔贝勒于2022年1月1日时的人口数量为37人。